# Taxodioxylon
Le morphogenre des Taxodioxylon est appliqué à des bois fossiles ayant les caractéristiques des actuelles Cupressaceae.

## Description
Il se caractérise par des anneaux annuels très bien définis. Les rangées verticales de parenchyme sont abondantes et dispersées dans le bois de printemps et d'été. les rayons de bois sont homogènes et se développent sur une hauteur de 1 à 70 cellules. Laplupart sont unisériés mais des rayons bisériés sont connus chez certaines espèces
Taxodioxylon est connu avec certitude dans le Jurassique supérieur mais des feuilles et des organes reproducteurs de Cupressaceae ont été retrouvés dès le Trias supérieur.

## Espèces
- Taxodioxylon falunense (Houlbert), Vaudois-Miéja, 1971 †, présent dans les faluns de Touraine
- Taxodioxylon gypsaceum (Göppert), Kräusel, 1949 †, qui ressemble au séquoia à feuille d'if par la structure de son bois et est largement répandu en Europe
- Taxodioxylon germanicum (Gregruss), Van der Burgh, 1973 †, voisin du séquoia à feuille d'if, dans le Miocène d'Allemagne, Pologne, Hongrie et Bulgarie[5], présent parmi les Arbres préhistoriques de Bükkábrány.

## Sources
- Fossiles, revue, n°30, 2017. Les fossiles oligocènes-miocènes des environs de Rennes.